# Honingham
Honingham est un village et une paroisse civile du Norfolk, en Angleterre.

## Géographie
Honingham est situé à une douzaine de kilomètres à l'ouest de la ville de Norwich. Administrativement, il relève du district de Broadland.
Le village est traversé par la Tud (en), un affluent de la Wensum (en), ainsi que par la route A47 (en), axe routier majeur entre Birmingham et Lowestoft.

## Toponymie
Honingham est un nom d'origine  vieil-anglaise désignant la ferme (hām) de la famille ou de l'entourage d'un dénommé Hūn ou Hūna. Il est attesté pour la première fois dans le Domesday Book, compilé en 1086, sous la forme Hunincham.

## Démographie
Au recensement de 2011, la paroisse civile de Honingham comptait 358 habitants.